# Westhafen

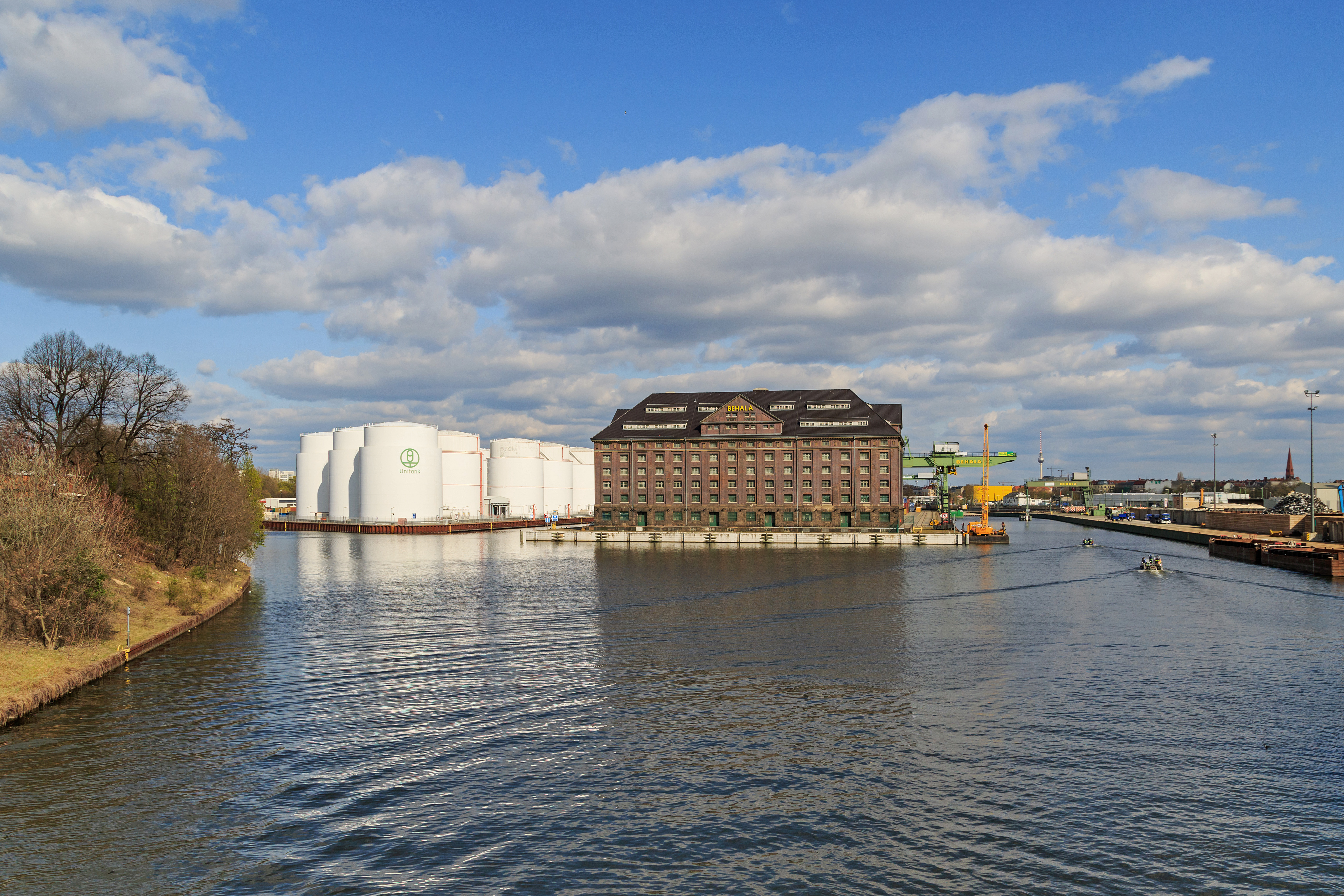
Westhafen

Westhafen (västra hamnen) är en hamn i Berlin som ligger i stadsdelen Moabit i Mitte. Westhafen är Berlins största hamn och är via Westhafenkanal och Berlin-Spandauer Schifffahrtskanal ansluten till Spree och Havel och därmed till Elbe och Oder. Westhafen har en viktig roll som lager- och omslagsplats för inrikestrafiken i Tyskland och är ansluten till järnvägstrafik genom godsjärnvägsstationen Moabit och till vägnätet via Bundesautobahn 100.
Verksamheten bedrivs av BEHALA.